# Calvin L. Rampton
Calvin Lewellyn Rampton (6. listopadu 1913 – 16. září 2007) byl americký politik.

## Život
Narodil se ve městě Bountiful a docházel na střední školu v nedalekém Kaysville. Zanedlouho převzal po svém otci rodinný automobilový podnik. Ten již roku 1933 prodal a zahájil studium na Utažské univerzitě v Salt Lake City. Později studoval na právnické fakultě Univerzity George Washingtona ve Washingtonu, D.C. Během druhé světové války sloužil v Evropě. Dne 4. ledna 1965 nahradil George Deweyho Clydea na pozici guvernéra státu Utah. Stal se prvním demokratem po šestnácti letech, který tuto funkci zastával. Úřad opustil 3. ledna 1977, kdy jej nahradil Scott M. Matheson. Funkci zastával dvanáct let a stal se tak nejdéle sloužícím guvernérem státu Utah (byl jediným guvernérem státu, který na této pozici vydržel po dobu tří funkčních období). Byl populárním a uznávaným politikem po celém státě. Později se věnoval právnické činnosti. Zemřel po dlouhé nemoci ve věku 93 let ve městě Holladay a je pochován na hřbitově v Salt Lake City. Bylo po něm pojmenováno kongresové centrum do té doby známé jako Salt Palace v Salt Lake City.